# فرانچسکو زانتدسکی
فرانچسکو زانتدسکی (انگلیسی: Francesco Zantedeschi؛ زاده ۲۰ اوت ۱۷۹۷ درگذشته ۲۹ مارس ۱۸۷۳) یک دانشمند اهل ایتالیا بود.